# 唐琳玲法院偷拍案

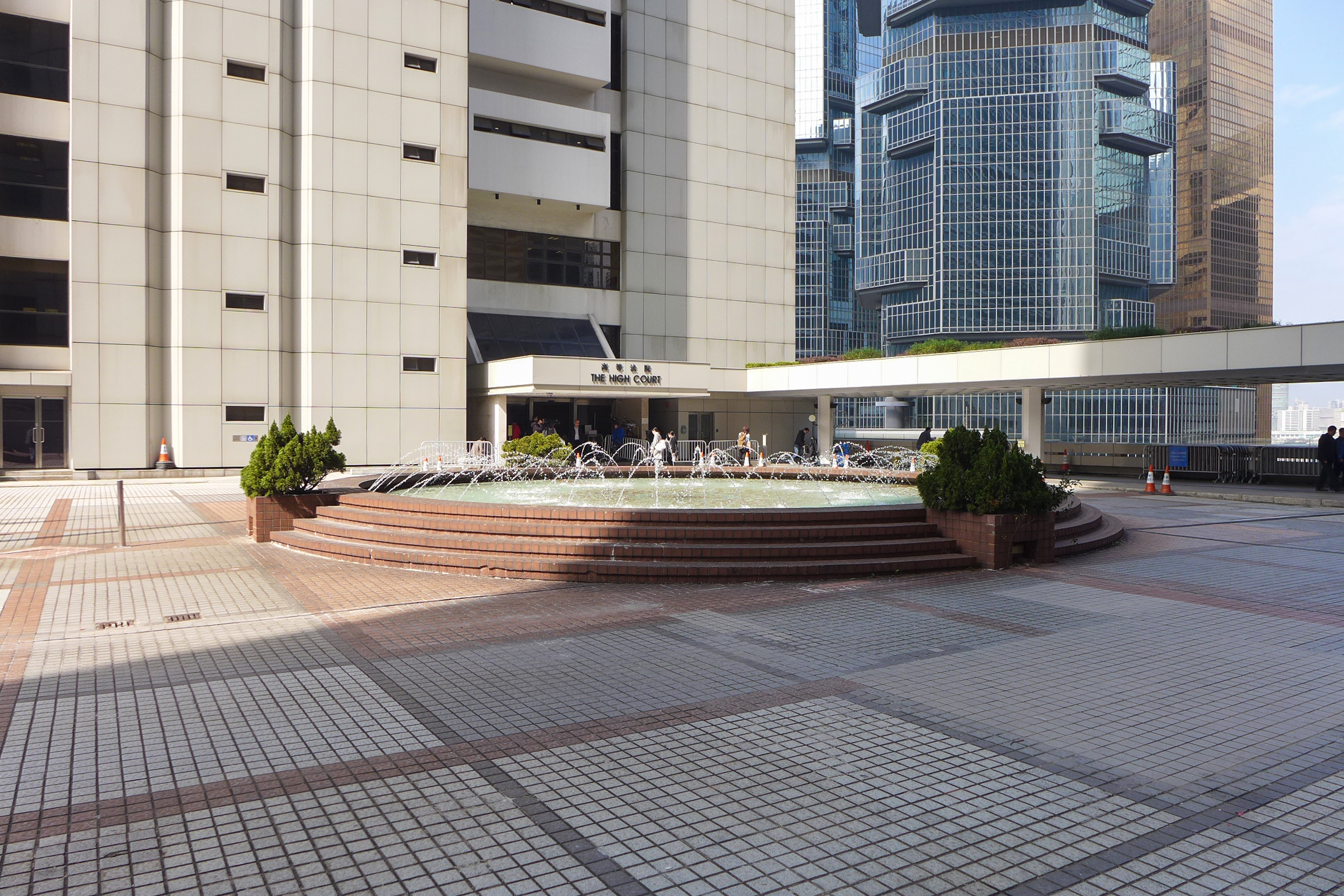
香港高等法院入口

唐琳玲法院偷拍案是一宗旁聽人士在香港法庭違規拍攝而被起訴的案件，事件發生於2018年5月，當事人是唐琳玲，35歲，化名唐琳，持有中華人民共和國國籍，亦於2015年取得香港身分證，但屬於有條件留港，並沒有居港權，同時持有港澳通行證。唐琳玲的家鄉位於浙江紹興，她報稱因公務所以經常來往內地和香港。她的母語是普通話，但自稱能說英語。唐琳玲因為在旁聽審訊期間被發現在香港高等法院違規拍攝而被檢控，並因為未能籌足5萬港元的保釋金及虛報住址而被法庭下令拘捕，經審訊後，最終被判監7日，須支付訟費197,260港元，但唐至今未有支付。
該案是香港首宗庭內非法拍照，被控刑事藐視法庭及被定罪的案件。

## 背景
近年，香港的法院被中國大陸人視為「旅遊景點」。中國大陸多處網站和討論區都出現很多關於香港法院的資訊和偷拍照片。一名稱為「aimy0000」的中國大陸網民在旅游网站「十六番」撰寫了一篇名為《橋底辣蟹、高等法院聆聽、海怡工貿實用攻略！》的攻略，内附有高院庭內法官照片及拍照攻略。這種偷拍風氣均在3個月內發生4宗，都是涉及中國大陸人，而聆訊均與旺角騷亂或佔旺清場案件有關，司法機構曾兩度交予警方處理，但至今還未結案。另外，司法機構投訴辦事處於2018年5月18日，收到一封附有4名陪審員容貌照的電郵，發件人更宣稱「還有很多」。

### 法例
在香港法庭中，嚴禁拍照及拍片屬旁聽人士「首要守則」。執業大律師陸偉雄解釋：「嚴禁拍攝、繪畫或素描，為了尊重法庭，和防止陪審團身份外洩，受到外來影響或壓力，令審訊不公平。」
根據香港法例相關規定和普通法判例，未經准許在法院內偷拍屬藐視法庭的行為，視乎嚴重性可被罰款或監禁。一經發現，有以下兩種方式處理：
- 如不抗辯，毋須審訊，可由主審法官或裁判官直接引用《簡易程序治罪條例》處理，判處罰款二千港元[15][16]。
- 情節嚴重者，可被控以藐視法庭。

### 同類案件
2016年4月，當時還是市民身份的現任立法會建制派議員何君堯在高等法院大樓內自拍並上載照片到社交媒體臉書，被質疑違反《簡易程序治罪條例》中不可在法庭內拍攝的守則，事後該照片從他個人臉書上消失。律政司在翌年表示經詳細考慮法例後，認為條例只禁拍攝法官、陪審員、證人或任何一方，何君堯結果沒有被提控。
2018年2月，一名中國大陸男子在旺角騷亂案開審期間偷拍陪審團，法官向陪審團稱估計男子只是「無心之失」。
梁天琦在旺角騷亂案件中部份控罪被裁定不成立後，有人把偷拍陪審員的照片電郵到司法機構，並寫上「還有很多」字句，作疑似刑事恐嚇行為。法官已報警及要求警方護送陪審員離開。大律師陸偉雄批評拍攝者無法無天，偷拍陪審員樣貌後復將相片電郵到司法機構，視法治如無物，認為警方必須嚴肅調查，將犯法者繩之於法，有關行為更可能觸犯兩大罪行，分別是刑事藐視法庭及妨礙司法公正。

## 案發經過

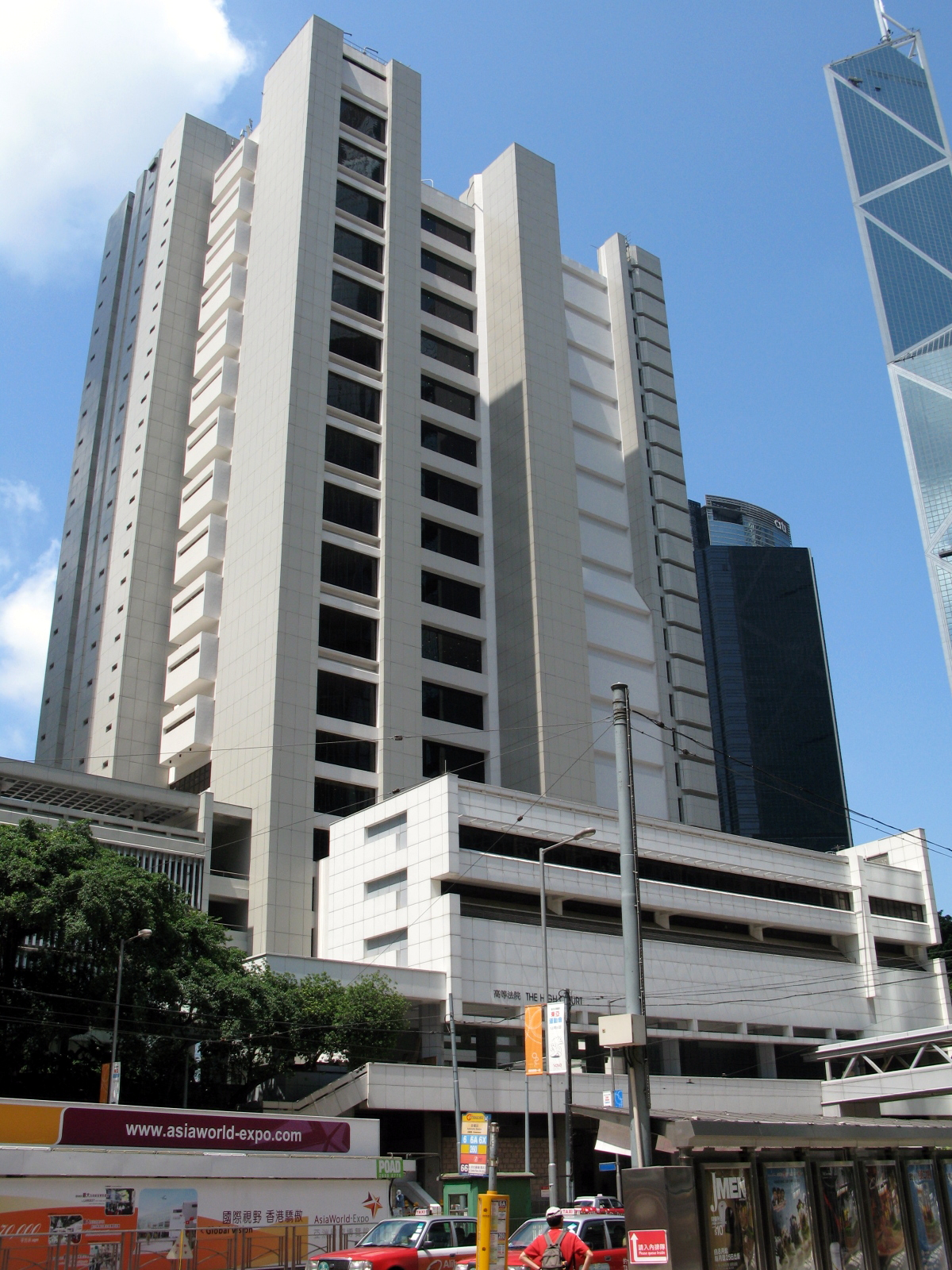
高等法院大樓

2018年5月23日，香港高等法院的第28號法庭在處理旺角清場及驅散行動的藐視法庭案期間，唐琳玲涉嫌在公眾旁聽席違法拍攝。法官在收到投訴後要求該女子作出解釋，同時提醒已經報警處理，並指出她可能會被控藐視法庭。
唐琳玲其後自稱是中國鐵建投資部副總經理，她出示的卡片顯示她有律師及註冊會計師資格，宣稱自己曾讀過三年法律，是中國訴訟律師，曾於「北京市京都律師事務所」工作，現時工作地點位於北京市海淀區，她又指自己曾以英文撰寫一篇名為「海外併購融資模式案例分析」的署名文章。有傳媒在網上查詢唐琳玲在領英網上載的資料，發現唐琳玲指自己於2012年在澳洲悉尼大學畢業，在大學主修會計及金融並取得碩士學位，畢業後加入中國國際金融股份任職投資經理，再轉職到中交建設，而目前在中鐵建出任副總經理，但中鐵建於5月26日發出公關聲明否認唐琳玲是公司的職員，亦沒有開設投資部或副總經理職位。

## 首次提堂應訊
唐琳玲於5月25日在香港高等法院首次出庭應訊，由高等法院法官陳慶偉主審。唐琳玲自稱已聘請艾勤賢（大律師艾勤賢在同年6月17日病逝）。為她的代表律師，但其後又指艾勤賢在傳媒面前發放誤導資訊，不想艾勤賢代表她，艾勤賢則澄清並未代表她並離開法庭。唐琳玲在庭上自稱受到不公平對待，強調在香港法庭內違法拍照是「很小的事」，揚言中國大陸法庭容許拍照。她歸咎法庭職員無作指示時，法官即問：「你看不到法庭外面的告示？」唐琳玲承認看到庭外的規範告示，但斷言其無用，又指各人都在違規，以此示意自己覺得「沒問題」。唐琳玲稱以為審訊是公聽會，亦希望事件可帶來改變，日後公開審訊可讓公眾直播。
法官對於唐琳玲的回應，一度表示「已經聽夠了」，明言無法與唐琳玲有建設性對話。法官一日之內三度開庭審理，但沒有取得進展，最後決定把唐琳玲的手機交給香港警察檢查和取證，唐琳玲獲准以五萬港元保釋，等候至6月15日再次聆訊，但期間不准離開香港，而保釋金需要於72小時內交出。

## 被捕與羈押
由於唐琳玲未能在有效期限向法庭交付五萬港元保釋金，當法庭人員上門聯絡她時，發現該大廈並沒有唐琳玲早前所報稱的門牌號碼，懷疑她提供虛假資料，因此法庭於2018年5月29日下午向唐琳玲發出通緝令；同日下午，香港警方在金鐘JW萬豪酒店範圍截獲唐琳玲並將她拘捕。唐琳玲於下午5時被押送到法庭再次提訊，法官決定將她羈押候審。由於當日懲教署的最後一班囚車已經開出，故唐琳玲需要交由警方看管，由港島總區公眾活動調查組的警員押送到警署羈留。

## 審訊與判刑
唐琳玲於5月30日由警方押解到高等法院應訊。在庭上，警方向法官提交證據，指檢查唐琳玲被勒令交出的手機後，發現唐琳玲的手機存有拍攝到庭上大律師和佔旺藐視法庭案答辯人的相片。對於被問到為什麼未能交出保釋金及為何大廈沒有她所報稱的門牌號碼，唐琳玲解釋因信用卡及現金均被盜用，所以未能交出保釋金，又不熟悉香港的地址寫法，但強調地址真實存在。唐琳玲自稱曾與耶穌對話，耶穌認為她是無辜，法官於是問她曾否患有精神病，唐回答稱「絕對沒有」。
法官在早上曾經向法律援助署提出介入此案，但法援署代表指由於案件尚未進入任何程序，亦未有任何控罪，所以未能處理。法官指由於刑事藐視法庭無需控罪，所以答辯人並不符合申請法律援助的資格，但法官指由於其審理的佔旺禁令刑事藐視法庭案，答辯人亦由法援律師代表，所以法官可向法援處提出為答辯人委派代表律師。法官於是安排唐琳玲與法律援助律師見面，但唐琳玲拒絕法援的協助，原因是「不夠我專業」，又指對香港的外籍律師失去信心並認為他們不夠資格處理此事。她解釋來香港是希望學習香港法制，了解香港法制如何運作及見識法律人員的專業，庭內雖有告示指不能吃東西及使用手機，但進入法庭後仍見其他人吃東西和用手機，便以為有關行為是被允許的。
唐琳玲在5月31日的聆訊，承認在法庭內拍攝最少3張相片及上傳了另外2張相片到微信朋友圈，但「不認為我的行為是犯了香港的刑事法律」因此否認干犯「刑事藐視法庭」，也沒有意圖藐視法庭、妨礙司法或阻礙審訊的進度，但對事件引起大風波感抱歉；同時指有人將事件提升至國家層面，她的私隱被不正當散佈予媒體，對她造成極大壓力，又指希望為法庭迎來改變，應該修例讓公眾充分了解法庭審訊整個過程，避免不法分子利用之煽動公眾，惟被法官反駁稱對法律改革不感興趣。
在6月1日的審訊唐琳玲獲安排在庭上自辯，由於當事人在自辯開始前需要手按聖經宣誓，法庭職員於是詢問她信奉天主教還是基督教，唐琳玲回應稱兩者都信，之後職員指示她要選擇其中一個，她選擇了以基督教及用普通話宣誓。唐琳玲在自辯期間自我介紹於2012年在悉尼大學獲得金融學碩士，又自稱任職中鐵建國際投資部，又指自己經常因工作外遊，但她以私隱為由拒絕透露月薪及常住地址，她又自稱在2015年成為香港居民。唐琳玲在自辯時指自己曾於北京旁聽涉及公眾利益的案件，並認為「這類案件越公開透明，越能解決矛盾」。她又指知道香港與內地的司法系統有所不同，所以特地一大早到法庭旁聽，並指自己是懷著非常尊重的態度到法庭旁聽。
2018年6月4日，唐琳玲在高等法院被裁定犯刑事藐視法庭罪名成立。主審法官陳慶偉在裁決時指三名控方證人供詞可信，對於唐琳玲辯稱忘記了拍照的事，法官指由事件發生到她作供只相距一星期，以唐琳玲自稱的學歷且曾通過內地司法考試，記憶力不可能這麼差，認為唐琳玲的解釋並不可信。法官指雖然接受唐琳玲辯稱沒有意圖阻礙審訊進行及妨礙司法公正，並相信她到庭只是為了學習和向朋友炫耀，但案件審訊一宗高度政治性的事件，必須保障陪審團免受不必要干擾，而有證人照片被上載至社交媒體，不能排除照片會被落入不良分子手中，裁定唐刑事藐視法庭罪成，判監7日，並需支付197,260港元訟費。由於這是第一宗法庭內拍照及罪成的刑事藐視法庭案，判刑前並無任何參考案例，但可從其他普通法適用地區引用案例。法官在裁決唐琳玲須要支付訴訟費時指這些照片非常昂貴，又稱唐琳玲可能聰明，但她下次要更明智。唐琳玲在電話內存有的法庭相關照片將會被刪除，當上訴期過後，唐琳玲可取回手機。
唐琳玲得知獲判監7日時表現平靜，但得知須支付超過19萬元訟費時立即反對，認為訟費不合理和不合法。唐琳玲認為大律師收費一項最不合理，她指控方大律師黃佩琪是「由律政司邀請，不是我邀請，不是我受聘律師」，她又指根據中國法律舉證責任在控方，但控方在此案非法取證，又指中國法庭會有預審，但香港則沒有，自己更在未被定罪下遭扣押多日，聲稱打算向法庭索償。唐琳玲又稱自己有很多信用卡，但其中一張不知所踪，其他財物亦一直持續消失。法官回應指有證人的供詞指出唐琳玲曾經與的士司機爭執，之後唐琳玲報警指自己遺失信用卡，但後來她又稱已經尋回，法官又指控方的大律師，唐琳玲無權選擇。對於唐琳玲提出索償要求，法官回應沒有權力處理索償申請，並提醒「這裡不是大陸」。

## 遣返與後續
唐琳玲於6月4日下午被判處監禁7日，但扣除先前未能交出保釋金的羈押時間，她在宣判當日已經刑滿出獄。唐琳玲雖然持有香港身份證，但並沒有居留權，只屬於有條件留港，持證人如不再符合逗留條件，包括因犯法而被定罪，留港資格可被撤銷。由於唐琳玲是使用往來港澳通行證的商務簽注以旅客身份訪港，但其商務簽注的七日有效期，已於她被羈押及審訊期間逾期，所以出獄後隨即被遞解出境。審訊結束後，唐琳玲被懲教署以囚車由高等法院直接押送到青山灣入境事務中心移交給入境處人員，完成遞解出境手續後，當晚經由羅湖口岸遣返中國內地。
6月6日，有傳媒發現唐琳玲被遣返後未有返回家鄉浙江紹興，而是連日在深圳羅湖區一間桑拿按摩中心留宿。唐琳玲在按摩中心受訪時胃口不錯，在午餐時吃了兩碗飯及白切雞等食物，唐琳玲在訪問中埋怨香港媒體記者追訪到她的紹興老家，導致她在香港的「醜事」揚開，令她有家歸不得，她後來要求記者離開。

## 嘗試再進入香港
6月7日下午3時，唐琳玲在她連日留宿的桑拿按摩中心結帳後，約3時半抵達羅湖口岸嘗試再入境香港，她使用自助出入境檢查系統e-Channel過關時，第一道閘門順利打開，但當她掃描指紋後，另一道閘門未有開啟，之後有數名入境處職員將唐琳玲帶走。唐琳玲被拒絕入境香港後被遣回深圳，約一小時後，她在深圳乘坐接駁巴士返回她連日留宿的按摩中心。唐琳玲抵達按摩中心後接受記者訪問，唐琳玲稱再次入境香港，是因為想了解涉及旺角暴亂人士的判決，她指入境處職員拒絕她入境時，未有透露原因，也未有給予文件解釋理由。唐琳玲形容自己是豁達的人，對於在香港法庭拍照被判刑及罰款，她表示並不會放在心上，更指今次事件不是一個教訓，但會深刻記着。記者在訪問期間曾為唐琳玲的家人傳話，表示她的家人很掛念她，希望她盡快回家團聚。唐琳玲回應稱自己與家人關係不差，並不是很久沒有回家，又稱家人知道我很堅強，不會擔心我，自己現在猶如「自由人」，生活自由自在，想去哪裏就去哪裏，暫時不想回鄉。
6月27日晚上，唐琳玲乘飛機從北京抵達香港國際機場試圖再入境香港，惟被入境處以「入境目的有可疑」拒絕入境。因唐無回程機票和沒有深夜離港航班，她在機場羈留室被扣留一個晚上，至第二天早上安排乘坐香港航空飛北京航機遣返。扣留期間唐表現不合作和反抗，再由職員制服及押送上機，一名女高級入境事務助理報稱手部受傷。警方將案件暫列「襲擊致造成實際身體傷害」。入境處回覆稱有關人士紀錄或已不良，如再來港，有更強懷疑理由可以再遭遣返。警方回覆稱，如該人士確認犯案及被通緝，於下次入境香港時入境處可通知警方將其拘捕。

## 藏假名片身份成疑
唐琳玲曾經向傳媒派發名片，但她的名片存在嚴重的資料錯誤。根據香港的資訊科技刊物《e-zone》報導，利用Whois網站翻查唐琳電郵所使用的「crccintl.com」網域，發現該網域由「Lin Ling Tang」在2017年4月27日註冊，與真正的「中國鐵建國際集團」網址（crcc-intl.com）有出入，相信該域名註冊人正是唐琳玲本人；而香港蘋果日報亦發現其名片上的電郵地址「crccintl.com」無法投遞，有關域名的查詢顯示這個域名曾短暫將電郵轉寄到QQ郵箱，但有關域名註冊已失效多時。
根據刑事罪行條例《製造或管有用作製造虛假文書的設備的罪行》，任何人利用任何機器、器具、紙張或其他物料製造任何文書，意圖誘使另一人接受該文書為真文書，以致對該另一人或其他人不利，即屬犯罪，一經定罪可被監禁14年。因此，唐琳玲如果使用虛假資料的卡片，同時以此取得不當利益，有可能會被控使用虛假文書罪及面對監禁。
據香港《蘋果日報》報導，她實際上曾經是中交國際的員工，但入職後不久就被開除，報導指她在2014年9月前曾是中交國際投資部經理級人員。

### 傳媒追查身份
唐琳玲在法庭上聲稱自己在澳洲悉尼大學取得碩士學位，但其英文水平卻受到質疑，香港《蘋果日報》於是向悉尼大學發出電郵查詢，悉尼大學回覆證實有一名為「Tang Lin Ling」的女子於2012年在該校畢業及獲得商業碩士學位。由於該校回覆的英文譯名姓名及畢業年份與唐琳玲所報稱的相符，所以唐琳玲自稱在悉尼大學碩士畢業應是真確的，但她自稱為中鐵建投資部副總經理則被中鐵建否認，所以其職位宣稱仍被認為不實。
唐琳玲在法庭上經常提到自己的澳洲背景，向香港法官指自己曾居於澳洲，認為自己的英語帶有澳洲口音，但因為喜歡香港而放棄移居澳洲。《香港01》在查閱澳洲新南威爾士州地區法院案件資料，並經過澳洲法院人員核實後，發現有一名生於1983年11月，英文名為「TANG Lin Ling」的女子，曾於2012年11月15日被控以兩項襲擊正執行任務警員罪及一項拒絕及妨礙警察執行任務罪，新南威爾士州地區法院於2013年2月13日裁定被告三項控罪全部罪名成立，每項控罪各被判250澳元罰款及83元訴訟費，三項控罪合共罰款約750澳元及訴訟費249澳元，全部約為999澳元，折合約為6,000港元，被告曾經提出上訴但不獲接納。該名澳洲法院的被告，姓名英文譯音「TANG Lin Ling」與唐琳玲相同，二人今年均為35歲，而且與唐琳玲自稱的澳洲生活時間相符，但未能確定該名被告就是唐琳玲本人。

## 各界反應

### 家屬反應
唐琳玲在浙江家鄉的家人並不知道她在香港干犯罪行，但得悉後表示感到非常擔憂。唐琳玲的父親在接受香港傳媒訪問時強調女兒沒有精神病，又稱「如果精神不健全，也不會做生意賺到錢」。對於女兒在法庭上提及耶穌，唐父指女兒是無神論者，認為她在庭上只是一時氣話。唐父憶述女兒自少聰明好學，個性獨立而倔強，不輕易低頭和認錯，對法律有濃厚興趣，會在公餘時進修法律課程。當得知女兒被判刑7日後，認為判刑算是很輕，讓父親「放下心頭大石」，並希望她盡快回家及希望事件「令女兒受到教訓」。

### 社會反響
《城市論壇》嘉賓香港大學法律學院首席講師張達明在節目結束後表示：「接二連三出現在法庭拍照事件，需要嚴肅正視。他又指，英國過去曾有類似案例，有被告被判監禁一年，後果可以很嚴重。」香港律師表示，若她不依法庭命令繳交訟費，律政司可向她發出償債書，時限一過便可申請唐破產。
時事評論員林忌質疑唐琳玲的香港身份證資格。眾新聞指三番四次發生法庭偷拍事件，令人心寒。李慧玲和桑普將唐琳玲與何君堯作為對法庭的傷害比較；經濟通指陳法官面對唐琳玲，應該會「頭痕」。如果唐琳玲欠交訟費，媒體指香港會變成「走數之都」，行政長官林鄭月娥指須考慮追數成本，香港蘋果日報馮睎乾借唐琳玲「走數」一事批評香港特區政府存有過時已久的漏洞，諷刺政府外判工作和指「幫政府追數」是一條財路，
曾在法院拍照引起風波的立法會議員兼律師何君堯宣稱，「無論你（在中國）大陸、細陸、內陸、外陸都是一樣，只要非在聆訊當中影相便沒有問題。」而香港司法機構在2017年回應傳媒查詢時表示：「一般而言，法庭內不准攝影。至於法院大樓的其他公眾範圍，只有獲得特別許可才可攝影。」

### 中國大陆媒体
中共中央机关报《人民日报》旗下《环球时报》發表評論文章，形容此案件「成为了不少香港以及内地媒体歌颂香港的法治和教育内地人要学会守法的负面典型」，但同時，文章認為香港傳媒和其帶動的香港輿論出現雙重標準，例如此案件發生後不久，香港法庭判決梁天琦干犯暴動罪需入獄，香港社會即時出現歪曲案件審判、直接挑戰香港法治的言論，如稱“法官是当权派的傀儡”、“香港法律是反文明的恶法，不该被遵守”等，更針對主審法官進行辱罵和批評。文章也點名批評《蘋果日報》為港獨媒體及報道持有雙重標準，文末稱“试问如何令内地人相信香港社会是真心尊重和向往法治社会？如果香港真把自己视为内地在‘法治社会’上的榜样，就请从尊重香港法院对于梁天琦案的判决做起。”

## 影響
連同這案件，香港在2018年4月至5月間發生多宗法庭內偷拍事件，影響到香港法庭內使用攝錄器材的規定，變得更為嚴格。終審法院首席法官在同年6月21日發出《在涉及陪審團的法庭程序中於法庭內使用流動電話及其他器材》新規定，訂明從2018年7月19日起，無論庭內是否正在聆訊，除獲法官或司法人士准許，公眾人士不可在有陪審團參與研訊的法庭內使用手機或任何有攝錄功能的器材，並須將之放入袋內。司法機構稱陪審員乃妥善執行司法工作重要的一環，必須確保他們不受任何干預、壓力或分散他們注意力的事情所影響，因此「禁止攝影或錄影」的措施便更為重要。司法機構並加強支援措施，提醒法庭使用者禁止攝影等規定。